# Степногірська селищна рада
Степногі́рська се́лищна ра́да — адміністративно-територіальна одиниця та орган місцевого самоврядування в Василівському районі Запорізької області. Адміністративний центр — селище міського типу Степногірськ.

## Загальні відомості
Степногірська селищна рада утворена в 1987 році.
- Територія ради: 74,86 км²
- Населення ради: 5 083 особи (станом на 2001 рік)

## Населені пункти
Селищній раді підпорядковані населені пункти:
- смт Степногірськ
- с. Лук'янівське
- с. Степове

## Склад ради
Рада складається з 24 депутатів та голови.
- Голова ради: Кондратюк Ірина Анатоліївна
- Секретар ради: Лукашук Тетяна Григорівна

### Керівний склад попередніх скликань
| Прізвище, ім'я, по батькові | Основні відомості                                                        | Дата обрання | Дата звільнення |
| --------------------------- | ------------------------------------------------------------------------ | ------------ | --------------- |
| Кондратюк Ірина Анатоліївна | Селищний голова, 1958 року народження, освіта вища, позапартійна         | 26.03.2006   | 31.10.2010      |
| Кондратюк Ірина Анатоліївна | Селищний голова, 1958 року народження, освіта вища, член Партії регіонів | 31.10.2010   |                 |

Примітка: таблиця складена за даними сайту Верховної Ради України

### Депутати
За результатами місцевих виборів 2010 року депутатами ради стали:

#### За суб'єктами висування
| Суб'єкт висування                                       | Кількість обраних депутатів | %    |
| ------------------------------------------------------- | --------------------------- | ---- |
| Партія регіонів                                         | 21                          | 87,5 |
| Самовисування                                           | 2                           | 8,3  |
| Політична партія Всеукраїнське об'єднання «Батьківщина» | 1                           | 4,2  |

#### За округами
| № округу                                                | Прізвище, ім'я, по батькові       | Дата визнання обраним | Освіта             | Партійна приналежність                        | Відомості про обраного депутата                              |
| ------------------------------------------------------- | --------------------------------- | --------------------- | ------------------ | --------------------------------------------- | ------------------------------------------------------------ |
| Партія регіонів                                         |                                   |                       |                    |                                               |                                                              |
| 1                                                       | Копустинська Валентина Миколаївна | 03.11.2010            | вища               | позапартійна                                  | Степногірська селищна рада, юрист                            |
| 2                                                       | Бірюкова Валентина Василівна      | 03.11.2010            | вища               | член Партії регіонів                          | Степногірська селищна рада, спеціаліст по земельним податкам |
| 3                                                       | Луцька Валентина Миколаївна       | 03.11.2010            | середня спеціальна | член Партії регіонів                          | ПП «Куліш-кераміка», художник-оформлювач                     |
| 4                                                       | Щербак Іван Володимирович         | 03.11.2010            | середня спеціальна | член Партії регіонів                          | ЗЗМК, електрозварник                                         |
| 5                                                       | Штаній Іван Андрійович            | 03.11.2010            | середня спеціальна | член Партії регіонів                          | ВАТ ЗОЕ Василевський РЕМ, майстердільниці                    |
| 6                                                       | Бондарєв Василь Михайлович        | 03.11.2010            | вища               | член Партії регіонів                          | підрозділ по охороні навколишнього середовища УДСО           |
| 7                                                       | Сергієнко Олексій Олексійович     | 03.11.2010            | вища               | член Партії регіонів                          | ФГ «Орбіта-СМ», голова                                       |
| 8                                                       | Кудіна Наталя Миколаївна          | 03.11.2010            | вища               | член Партії регіонів                          | фермерське господарство «Скіф»                               |
| 9                                                       | Юрченко Сергій Олександрович      | 03.11.2010            | вища               | член Партії регіонів                          | пенсіонер                                                    |
| 10                                                      | Ловкова Вікторія Вікторівна       | 03.11.2010            | середня спеціальна | член Партії регіонів                          | Дитячий садок № 1 «Вербиченька», вихователь                  |
| 12                                                      | Тонконог Ігор Миколайович         | 03.11.2010            | середня            | член Партії регіонів                          | приватний підприємець                                        |
| 13                                                      | Лиходід Ярослав Вікторович        | 03.11.2010            | вища               | член Партії регіонів                          | ТОВ «СТ Агроресурс», директор                                |
| 14                                                      | Бабаченко Тетяна Вадимівна        | 03.11.2010            | середня спеціальна | член Партії регіонів                          | Степногірська селищна рада, секретар-друкарка                |
| 15                                                      | Новицька Надія Григорівна         | 03.11.2010            | середня спеціальна | член Партії регіонів                          | Степногірська селищна рада, спеціаліст з надання субсидій    |
| 16                                                      | Забережна Наталія Петрівна        | 03.11.2010            | вища               | член Партії регіонів                          | тимчасово не працює                                          |
| 19                                                      | Покідіна Олена Іванівна           | 03.11.2010            | середня спеціальна | член Партії регіонів                          | тимчасово не працює                                          |
| 20                                                      | Чучко Лариса Анатоліївна          | 03.11.2010            | середня спеціальна | член Партії регіонів                          | КП «Дім», старший інспектор паспортного столу                |
| 21                                                      | Овчарова Віра Миколаївна          | 03.11.2010            | вища               | член Партії регіонів                          | Степногірська загальноосвітня школа, техпрацівник            |
| 22                                                      | Мельничук Ніна Федорівна          | 03.11.2010            | середня спеціальна | член Партії регіонів                          | Дитячий садок № 1 «Вербиченька», завідувачка                 |
| 23                                                      | Лукашук Тетяна Григорівна         | 03.11.2010            | вища               | член Партії регіонів                          | Степногірська селищна рада, секретар ради                    |
| 24                                                      | Ротанов Віктор Іванович           | 03.11.2010            | вища               | член Партії регіонів                          | КП «Дім», директор                                           |
| Політична партія Всеукраїнське об'єднання «Батьківщина» |                                   |                       |                    |                                               |                                                              |
| 11                                                      | Шевченко Ірина Валентинівна       | 03.11.2010            | вища               | член Всеукраїнського об'єднання «Батьківщина» | ТОВ «Омела», головний бухгалтер                              |
| Самовисування                                           |                                   |                       |                    |                                               |                                                              |
| 17                                                      | Бабич Віталій Вікторович          | 03.11.2010            | середня            | позапартійний                                 | приватний підприємець                                        |
| 18                                                      | Гавага Тетяна Вячеславівна        | 03.11.2010            | вища               | позапартійна                                  | Степногірська загальноосвітня школа, вчитель                 |